# Afrikai cibetmacska
Az afrikai cibetmacska (Civettictis civetta) a cibetmacskafélék (Viverridae)  családjába, a Civettictis nembe tartozó ragadozó. A Civettictis nem egyetlen faja.

## Elterjedése, élőhelye
Közép- és Dél-Afrika szavannáin és erdős területein él. Megtalálható Angola, Benin, Botswana, Burkina Faso, Kamerun, a Közép-afrikai Köztársaság, a Kongói Köztársaság, a Kongói Demokratikus Köztársaság, Elefántcsontpart, Dzsibuti, Egyenlítői-Guinea, Etiópia, Gabon, Gambia, Ghána, Guinea, Bissau-Guinea, Kenya, Libéria, Malawi, Mauritánia, Mozambik, Namíbia, Niger, Nigéria, Ruanda, Szenegál, Sierra Leone, Szomália, a Dél-afrikai Köztársaság, Szudán, Szváziföld, Tanzánia, Togo, Uganda, Zambia és Zimbabwe területén. Ritkán fordul elő száraz területeken, gyakran látható viszont folyók közelében.

## Alfajai
- Civettictis civetta australis
- Civettictis civetta civetta
- Civettictis civetta congica
- Civettictis civetta pauli
- Civettictis civetta schwarzi
- Civettictis civetta volkmanni

## Megjelenése

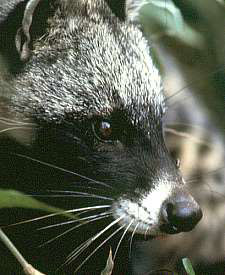
Afrikai cibetmacska portréja

Az afrikai cibetmacskának néhány félreismerhetetlen megkülönböztető jele van, ilyen a nagyra nőtt hátsó testtájék, az alacsonyan tartott fej, valamint a rövid (3–10 cm-es) sörény, mely a hátára is átnyúlik. Ha az állat izgatott, vagy ijedt, a sörény felmered, ettől a cibetmacska nagyobbnak tűnik. Az egyedeket sötét pofarajzolatuk alapján lehet megkülönböztetni, mely a mosómedvéére emlékeztet. Nyakán fehér csíkok húzódnak. Testének szőrzete ezüstös vagy krémszínű, barnásfekete rajzolatokkal és pettyekkel. Testének hossza 60–90 cm, farka 42–60 cm. Ujjpárnáitól és talppárnáitól eltérően, középső talppárnái szőrtelenek. Öt ujja van, melyeken hosszú, nem visszahúzható karmok nőnek. Nagy, széles őrlőfogai alkalmasak az élelem összeroppantására és  megőrlésére. Fogképlete: 3/3, 1/1, 4/4, 2/2 = 40.

## Életmódja
Az afrikai cibetmacska jellemzően éjszakai életmódot folytat, bár néha, borult időben kora délelőtt vagy késő délután is látható.
Legaktívabb időszaka napnyugta előtt 1–2 órával kezdődik és egészen éjfélig tart. Szexuálisan aktív időszakban mindkét ivarú egyed sokat látható. Napközben az afrikai cibetmacska a sűrű fűben, vagy bozótosban alszik, csak az éppen utódot nevelő anyaállatnak van fészke. A fészket más állatok által vájt üregbe vagy gyökerek alá rejti. A szaporodási időszakot kivéve magányos életmódot folytat. A viselkedéséről gyűjtött adatok korlátozottak, mivel éjjel aktív és rejtőzködő életmódú. Bár életmódja magányos, a kommunikációra számos vizuális, szag- és hangeszköze van. Területét lekuporodva, a végbélnyílása alatti miriggyel jelöli meg. Ürülékét külön kupacokba gyűjti, melyek szintén tartalmaznak szagmirigy-váladékot. Jellemzően háromféle hangot ad: egy morgásszerűt, egy köhögésszerűt és egy sikolyszerűt, leggyakoribb azonban a kapcsolatteremtésre használt „ha-ha-ha” hangja.

## Táplálkozása

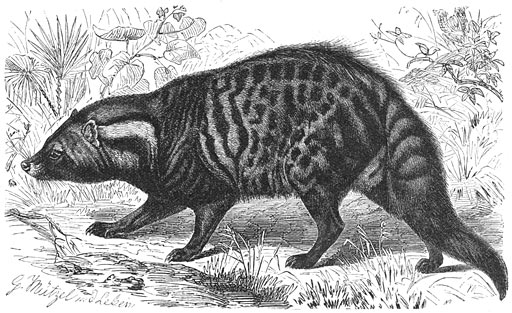
Egy régi ábrázolás a fajról, Alfred Brehm : Az állatok világa című művéből

Az afrikai cibetmacska mindenevő. Többnyire gyümölcsöket, döghúst, rágcsálókat, rovarokat (tücsköket, szöcskéket, bogarakat és termeszeket), tojást, hüllőket és madarakat eszik. Képes olyan táplálékot is elfogyasztani, mely más emlősök számára mérgező vagy rossz ízű, így elfogyasztja a farkasmaszlag (Strychnos) sztrichnintartalmú gyümölcsét, ezerlábúakat vagy nagymértékben lebomlott dögöt. Áldozatát nem a mellső karmaival ragadja meg, hanem fogaival végez vele. Áldozatát képes olyan erősen megrázni, hogy annak gerince eltörik.

## Szaporodása
Az afrikai cibetmacska átlagos élettartama 15–20 év. Nyugat-Afrikában nincs kedvelt szaporodási időszaka, Kenyában és Tanzániában márciustól októberig tart a párzási időszak. Dél-Afrikában a szaporodási időszak az augusztustól januárig tartó meleg, nyári hónapokra esik, amikor a rovarok száma nagyobb. A fogságban tartott nőstények egyéves korukban ellenek először. A nőstények évente többször is ivarzanak, évente két-háromszor is kölykeznek. Egy alomban rendszerint 1–4 könyök nevelkedik. Az anyáknak hat csecsük van.
A fiatal cibetmacskák más húsevőkhöz képest fejletten jönnek a világra. Teljes szőrzetük van, bár szőrük sötétebb, rövidebb és puhább, mint a felnőtt állatoké. Már születésükkor képesek magukat vonszolni, és ötnapos korukban már hátsó lábuk megtartja testüket. Kéthetes korukban már játszanak, fészküket a 17–18. napon hagyják el először. A fiatal cibetmacskák hathetes korukig anyatejen élnek. 42 nap után ad anyjuk először nekik szilárd táplálékot. Két hónapos korukra már saját maguk szerzik meg az élelmet. Megfigyelték, hogy közvetlenül az elválasztás előtt a kölykök az anyjuk száját nyalogatják, ezután kezd az anya szilárd táplálékot adni nekik. Az anya a szájában szállítja a kölyköket a nyakuknál vagy a hátuknál fogva. A fogságban tartott anyák ellés után néha megeszik utódjukat.

## Kapcsolata az emberrel

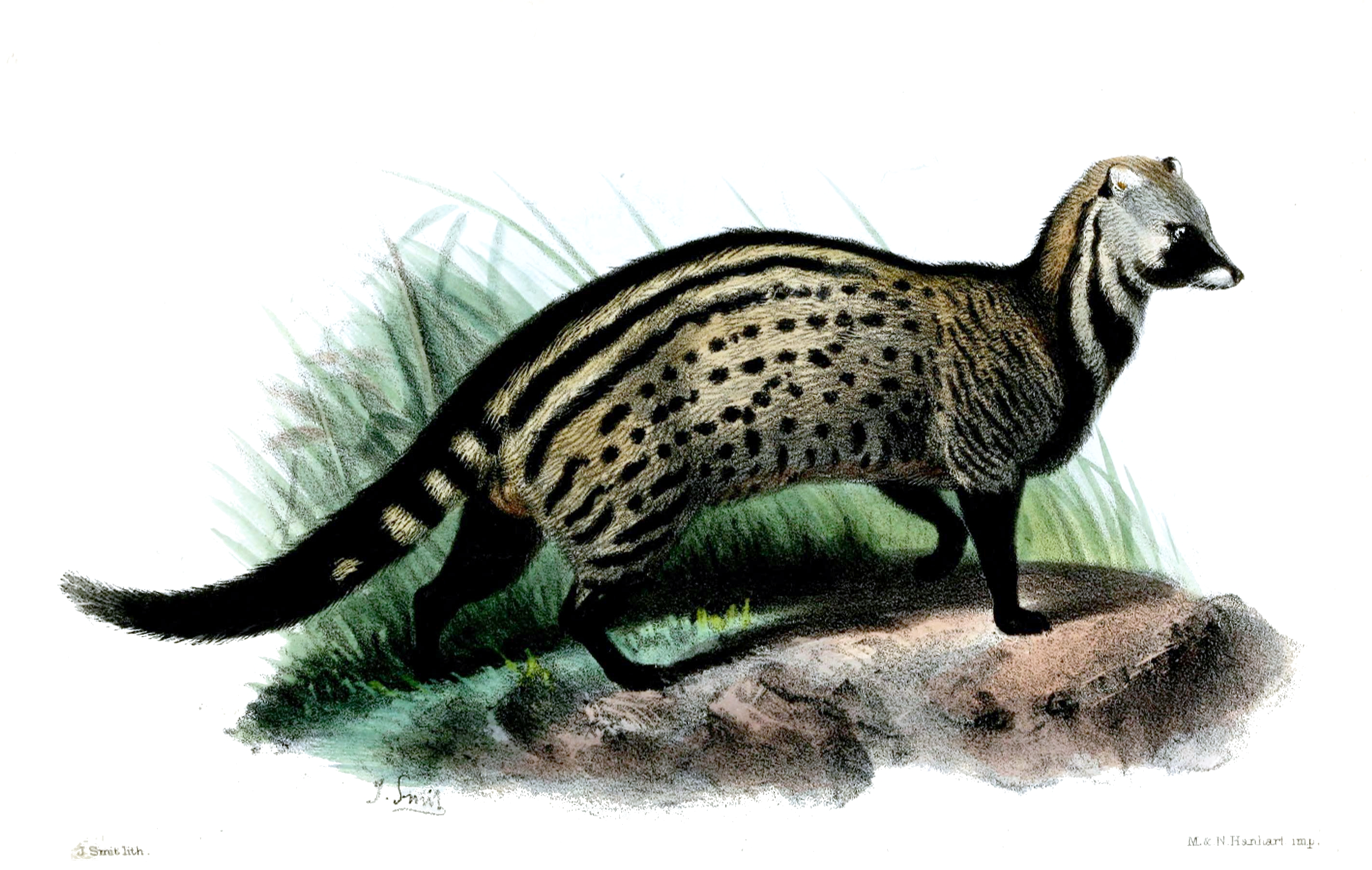
Régi ábrázolás a fajról

A gazdálkodók számára az afrikai cibetmacska zavaró tényező, mivel fosztogatják a tyúkólakat, sőt bárányokat is megölhetnek.
A múltban az afrikai cibetmacskát gyakran tartották végbélmirigyük váladékáért kegyetlen körülmények között. A mirigyváladék, a „civet” (civeton)  megfelelő hígításban parfümalapanyag volt. Ez az alapanyag fontos szerepet játszott Európa, Észak-Afrika és a Közel-Kelet gazdaságában. Mára a civet kereskedelme jelentősen visszaesett, bár 1988-ban jelentések szerint 2700 fogságban tartott cibetmacskát találtak Etiópiában.

## Természetvédelmi helyzete
A fajra nézve nincs közvetlen fenyegetés. Több helyen azonban húsáért vadásszák, Délkelet-Nigéria húspiacain az egyik leggyakrabban előforduló emlős, ahol mind húsát mind szőrét felhasználják. Mirigyváladéka miatt gazdasági jelentősége is van. Bár a civetont már mintegy 60 éve szintetikus úton is előállítják, a természetes változat egyes országokban, például Etiópiában még ma is fontos exportcikk.
A Természetvédelmi Világszövetség a fajt a nem veszélyeztetett státuszba sorolja.

## Külső hivatkozások
- Képek az interneten a fajról Archiválva 2010. február 14-i dátummal a Wayback Machine-ben